# Dvůr Králové nad Labem
Dvůr Králové nad Labem (tjeckiskt uttal: ˈdvuːr ˈkraːlovɛː ˈnad labɛm, tyska: Königinhof an der Elbe) är en stad i Tjeckien i regionen Hradec Králové i floden Elbes floddal. Per den 1 januari 2016 hade staden 15 882 invånare.
Dvůr Králové omnämndes första gången 1270. Det var då en hemgiftsstad (věnné město, en stad som ägnats åt den böhmiska konungens fru) och är idag ett centrum för textil- och maskinindustri.
Dvůr Králové Zoo är en stor djurpark känd för sitt afrikanska tema som ligger nära staden. Här finns över 2 000 djur av 500 olika arter från hela Afrika, något som gör djurparken till en av de största i Europa. Djurparken har varit väldigt framgångsrik inom uppfödning och har här bland annat lyckats föda upp mer än 200 giraffer under 30 år.
Utanför staden finns det gamla jesuitresidenset vid Žireč och ett sjukhus i Kuks, båda med flera gamla barockstatyer.